# François Chatriot
François Chatriot (Parigi, 1º gennaio 1952) è un pilota di rally francese.
Durante la sua carriera ha ottenuto 4 podi in quattro eventi del World Rally Championship: 2 secondi posti al Tour de Corse nel 1986 e nel 1989, e 2 terzi posti nel 1990 e 1993. Inoltre ha vinto 23 gare nel campionato di rally di Francia.

## Palmarès
- 1990 - Campione di rally francese su BMW M3
- 1989 - Campione di rally francese[1] su BMW M3 del team Prodive Bastos
- 1986 - Vicecampione di rally francese su Renault Maxi 5 Turbo

## Risultati nel WRC
| 1981 | Scuderia | Vettura                   |    |  |  |  |  |  |  |  |  |  |  |  |  |  |  |  | Punti | Pos. |
| ---- | -------- | ------------------------- | -- |  |  |  |  |  |  |  |  |  |  |  |  |  |  |  | ----- | ---- |
| 1981 |          | Volkswagen Golf I GTi 1.6 | 20 |  |  |  |  |  |  |  |  |  |  |  |  |  |  |  | 0     |      |

| 1982 | Scuderia            | Vettura         |  |  |  |  |     |  |  |  |  |  |  |  |  |  |  |  | Punti | Pos. |
| ---- | ------------------- | --------------- |  |  |  |  | --- |  |  |  |  |  |  |  |  |  |  |  | ----- | ---- |
| 1982 | Philips Renault Elf | Renault 5 Turbo |  |  |  |  | Rit |  |  |  |  |  |  |  |  |  |  |  | 0     |      |

| 1983 | Scuderia | Vettura                       |  |  |  |  |     |  |  |  |  |  |  |  |  |  |  |  | Punti | Pos. |
| ---- | -------- | ----------------------------- |  |  |  |  | --- |  |  |  |  |  |  |  |  |  |  |  | ----- | ---- |
| 1983 |          | Renault 5 Turbo Tour de Corse |  |  |  |  | Rit |  |  |  |  |  |  |  |  |  |  |  | 0     |      |

| 1984 | Scuderia     | Vettura                       |    |  |  |  |   |  |  |  |  |  |  |  |  |  |  |  | Punti | Pos. |
| ---- | ------------ | ----------------------------- | -- |  |  |  | - |  |  |  |  |  |  |  |  |  |  |  | ----- | ---- |
| 1984 | Société Diac | Renault 5 Turbo Tour de Corse | 86 |  |  |  | 8 |  |  |  |  |  |  |  |  |  |  |  | 3     | 43º  |

| 1985 | Scuderia     | Vettura              |  |  |  |  |     |  |  |  |  |  |  |  |  |  |  |  | Punti | Pos. |
| ---- | ------------ | -------------------- |  |  |  |  | --- |  |  |  |  |  |  |  |  |  |  |  | ----- | ---- |
| 1985 | Société Diac | Renault Maxi 5 Turbo |  |  |  |  | Rit |  |  |  |  |  |  |  |  |  |  |  | 0     |      |

| 1986 | Scuderia     | Vettura              |  |  |  |  |   |  |  |  |  |  |  |  |  |  |  |  | Punti | Pos. |
| ---- | ------------ | -------------------- |  |  |  |  | - |  |  |  |  |  |  |  |  |  |  |  | ----- | ---- |
| 1986 | Société Diac | Renault Maxi 5 Turbo |  |  |  |  | 2 |  |  |  |  |  |  |  |  |  |  |  | 15    | 16º  |

| 1987 | Scuderia                                | Vettura          |   |  |   |  |   |   |  |  |  |  |  |    |  |  |  |  | Punti | Pos. |
| ---- | --------------------------------------- | ---------------- | - |  | - |  | - | - |  |  |  |  |  | -- |  |  |  |  | ----- | ---- |
| 1987 | Philips Renault Elf e Renault Sport Elf | Renault 11 Turbo | 8 |  | 5 |  | 5 | 8 |  |  |  |  |  | 11 |  |  |  |  | 22    | 13º  |

| 1988 | Scuderia         | Vettura    |  |  |  |  |   |  |  |  |  |  |  |  |  |  |  |  | Punti | Pos. |
| ---- | ---------------- | ---------- |  |  |  |  | - |  |  |  |  |  |  |  |  |  |  |  | ----- | ---- |
| 1988 | Bastos Motul BMW | BMW M3 E30 |  |  |  |  | 4 |  |  |  |  |  |  |  |  |  |  |  | 10    | 30º  |

| 1989 | Scuderia         | Vettura    |  |  |  |  |   |  |  |  |  |  |  |  |  |  |  |  | Punti | Pos. |
| ---- | ---------------- | ---------- |  |  |  |  | - |  |  |  |  |  |  |  |  |  |  |  | ----- | ---- |
| 1989 | Bastos Motul BMW | BMW M3 E30 |  |  |  |  | 2 |  |  |  |  |  |  |  |  |  |  |  | 15    | 20º  |

| 1990 | Scuderia                                         | Vettura                       |  |  |  |   |  |  |  |  |  |     |  |  |  |  |  |  | Punti | Pos. |
| ---- | ------------------------------------------------ | ----------------------------- |  |  |  | - |  |  |  |  |  | --- |  |  |  |  |  |  | ----- | ---- |
| 1990 | Bastos Motul BMW e Subaru Technica International | BMW M3 E30 e Subaru Legacy RS |  |  |  | 3 |  |  |  |  |  | Rit |  |  |  |  |  |  | 12    | 17º  |

| 1991 | Scuderia                 | Vettura          |  |    |   |  |   |  |  |  |  |  |  |  |  |  |  |  | Punti | Pos. |
| ---- | ------------------------ | ---------------- |  | -- | - |  | - |  |  |  |  |  |  |  |  |  |  |  | ----- | ---- |
| 1991 | Subaru Rally Team Europe | Subaru Legacy RS |  | 19 | 6 |  | 9 |  |  |  |  |  |  |  |  |  |  |  | 8     | 33º  |

| 1992 | Scuderia                  | Vettura            |   |  |   |  |  |  |  |  |  |  |  |  |  |  |  |  | Punti | Pos. |
| ---- | ------------------------- | ------------------ | - |  | - |  |  |  |  |  |  |  |  |  |  |  |  |  | ----- | ---- |
| 1992 | Nissan Motorsports Europe | Nissan Sunny GTi-R | 7 |  | 6 |  |  |  |  |  |  |  |  |  |  |  |  |  | 10    | 27º  |

| 1993 | Scuderia            | Vettura                         |  |  |  |  |   |  |  |  |  |  |  |  |  |  |  |  | Punti | Pos. |
| ---- | ------------------- | ------------------------------- |  |  |  |  | - |  |  |  |  |  |  |  |  |  |  |  | ----- | ---- |
| 1993 | Toyota Castrol Team | Toyota Celica Turbo 4WD (ST185) |  |  |  |  | 3 |  |  |  |  |  |  |  |  |  |  |  | 12    | 19º  |

| Legenda | 1º posto | 2º posto | 3º posto | A punti | Senza punti | Ritirato | Squalificato | NP=Non partito C=Gara cancellata | Apice=Power stage |